# Wilhelm Junk
Wilhelm Junk (Praag, 3 februari 1866 - Den Haag, 3 december 1942) was een Tsjechisch entomoloog, boekhandelaar en uitgever.
Wilhelm Junk werd geboren als Wilhelm Jeitteles in Praag in 1866. Hij liet in 1890 zijn achternaam wijzigen naar Junk. Na zijn middelbare school, in 1882 studeerde hij in Berlijn om boekverkoper te worden en volgde tevens aan de universiteit lessen in zoölogie, plantkunde en natuurlijke historie. In 1899 begon hij in Berlijn zijn eigen onafhankelijke uitgeverij en antiquariaat: Verlag und Antiquariat für Naturwissenschaften W. Junk gespecialiseerd in zeldzame wetenschappelijke boeken op het gebied van plantkunde en entomologie. Zijn belangstelling voor insecten deelde hij met Ernst Jünger, die hij zeldzame antieke entomologische werken bezorgde. Zelf schreef hij veelal bibliografische werken, zoals : Bibliographia Lepidopterologica (1913), Vertebratorum Bibliographia (1918) en Bibliographia Coleopterologica (1912-1935). In 1934 emigreerde hij met zijn familie en zijn bedrijf naar Nederland. Hij behield zijn uitgeverij maar in 1935 verkocht hij zijn Antiquariaat dat tot op de dag van vandaag onder de naam "Antiquariaat Junk" in Amsterdam bestaat. Na zijn gewelddadige dood in 1942 werd de uitgeverij overgenomen door zijn schoonzoon en het bedrijf bestond nog tot in 1980 in Den Haag onder de naam Dr. W. Junk Publications.  
Wilhelm Junk was lid van de  Deutschen Gesellschaft für Erdkunde en de Deutschen Gesellschaft für angewandte Entomologie en erelid van 
Svenska Linnésällskapet (de Zweedse Linnean Society). In 1922 en 1923 respectievelijk, ontving hij een eredoctoraat van de universiteiten van Frankfurt en Innsbruck. 

## Enkele werken
- Rara Historico Naturalia Berlin (1900-1939).
- Bibliographia botanica W. Junk,Berlin (1909-1916).
- Schnörkel um Bücher respective naturwissenschaftliche Kinkerlitzchen an‘s Licht gebracht vom Doctor Junk Berlin (1930).

- Bibliothèque nationale de France: cb124871044 (data)
- Gemeinsame Normdatei: 101393342
- International Standard Name Identifier: 0000 0000 8111 3103
- Library of Congress Control Number: n86843337
- Nationale Bibliotheek van Tsjechië: mub2010584162
- Nationale Bibliotheek van Israël: 987007272874005171
- Nationale Bibliotheek van Polen: a0000002436727
- Nederlandse Thesaurus van Auteursnamen: 072606584
- Istituto Centrale per il Catalogo Unico: RMSV488316
- SNAC: w6mq9d58
- Système universitaire de documentation: 034078428
- Trove: 1078403
- Virtual International Authority File: 32100114
- WorldCat: E39PBJtMpXR39yxGwMgQ7T34v3